# Exón

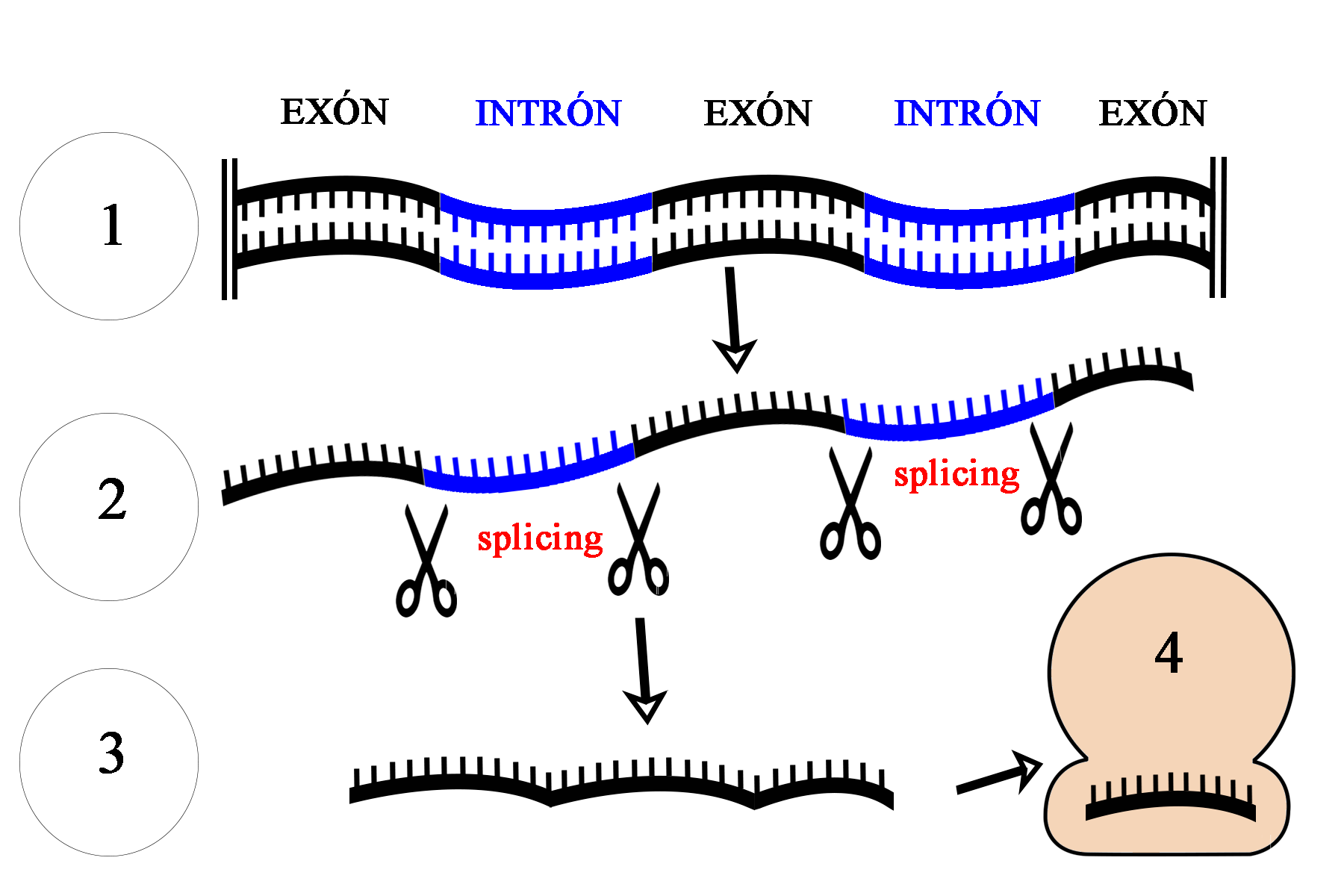
Esquema de la formación del ARN mensajero a través de intrones y exones de un gen. 1. ADN, 2. PreARN mensajero, 3. ARN mensajero, 4. Ribosoma.

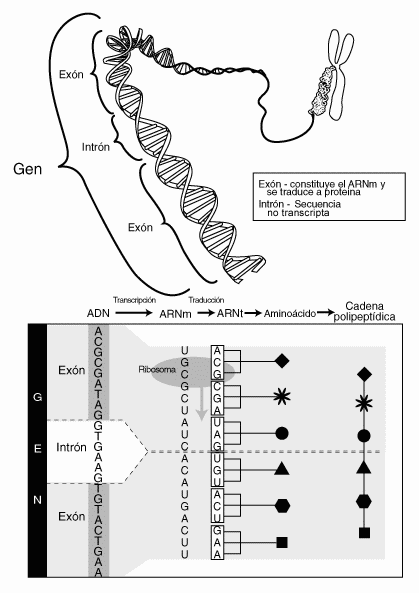
Explicación gráfica de intrón y exón

El exón es la región de un gen que no es separada durante el proceso de corte y empalme y, por tanto, se mantienen en el ARN mensajero maduro. En los genes que codifican una proteína, son los exones los que contienen la información para producir la proteína codificada en el gen. En estos casos, cada exón codifica una porción específica de la proteína completa, de manera que el conjunto de exones forma la región codificante del gen. En eucariotas los exones de un gen están separados por regiones largas de ADN (llamadas intrones) que no codifican.

## Historia
El término exón fue acotado por el bioquímico estadounidense Walter Gilbert en 1978:

La noción del cistrón... debe ser sustituida por la de una unidad de transcripción que contiene regiones que se perderán a partir de la madurez mensajero, yo sugiero que se los llame intrones (por regiones intragenéticas), que alternarán con las regiones que se expresarán como exones.
Walter Gilbert, Nature 9 de Feb. 501/1

Esta definición fue realizada originalmente para la transcripción del código proteínico, pero luego fue trasladada. El término más tarde llegó a incluir secuencias eliminadas de ARN ribosómico y ARN de transferencia, y también fue utilizado más tarde para las moléculas de ARN procedentes de diferentes partes del genoma que luego son ligadas por trans-splicing.

## Función

Ilustración sencilla de exones e intrones.

Si bien se consideró en un primer momento que los exones (en comparación con los intrones) son los que llevan la «información» dentro de un gen, se ha demostrado que no siempre es así. Así por ejemplo existen pseudogenes que poseen la estructura de un gen activo (incluido sus exones) y sin embargo no se transcriben.
A la derecha se puede observar un diagrama mostrando como los exones y los intrones se localizan de manera intercalada en un gen. A cada extremo de un gen existe una región no traducida del mismo. La transcripción de un gen a ADN, genera un ARN mensajero inmaduro. Este ARN mensajero lleva a cabo el proceso de ayuste, en el que se escinden los intrones y las regiones no traducidas. Una vez que el ARN mensajero ha madurado, puede ser traducido a una proteína.

## Empalme alternativo
Es importante mencionar que un mismo gen puede producir diferentes proteínas gracias a un empalme alternativo. Mediante este proceso, algunos exones pueden ser eliminados junto con los intrones que los flanquean. De esa manera se crean diferentes versiones de ARN mensajeros que son traducidas a su vez en diferentes proteínas. Cabe notar que este empalme alternativo, no es de ninguna manera un proceso aleatorio sino que ha evolucionado de manera que las diferentes proteínas así creadas sean todas funcionales. 